# Чжунли
Чжунли́ (кит. трад. 中壢, пиньинь Zhōnglì) — район города Таоюань. 

## История
Эти места начали заселяться переселенцами с материка в XIX веке. В 1893 году началось строительство железной дороги Тайбэй-Синьчжу, и в 1894 году начала действовать железнодорожная станция Чжунли.
Во времена японского владычества на Тайване в 1920 году была введена та же система административного деления, что и на собственно японских островах, и был официально образован посёлок. После возвращения Тайваня Китаю и административной реформы 1950 года посёлок Чжунли вошёл в состав уезда Таоюань. В 1967 году посёлок Чжунли был преобразован в город уездного подчинения. 25 декабря 2014 года уезд Таоюань был преобразован в город центрального подчинения, а Чжунли стал районом в его составе.

## Образование
В районе имеется 7 университетов, 5 профессиональных училищ, 7 средних школ, а также 18 начальных школ.